# Museo degli strumenti musicali (Bruxelles)
Il Museo degli strumenti musicali (in francese Musée des instruments de musique, in olandese Muziekinstrumentenmuseum) di Bruxelles è uno dei più antichi e più ricchi musei sugli strumenti musicali del mondo.
Fondato nel 1877 a partire dalla collezione riunita da Victor-Charles Mahillon (1841-1924), che ne fu da allora il primo custode, il museo dipendeva inizialmente dal Conservatorio Reale di Bruxelles.
Dopo essere stato ospitato in diversi locali di fortuna, soprattutto al Conservatoire, dal giugno 2000 si è stabilito all'interno dell'antico magazzino Old England, l'edificio Art Nouveau del 1899 il cui architetto era stato Paul Saintenoy, permettendo una buona esposizione delle ricche collezioni sia di strumenti occidentali che di altri continenti. Delle cuffie agli infrarossi permettono di ascoltare il gran numero di suoni degli strumenti registrati.
Occasionalmente il museo organizza anche mostre temporanee e concerti di influenza inventori contemporanei come François e Bernard Baschet, Pierre Bastien, Yuri Landman, Logos Foundation e altri.